# Eloi de Bianya

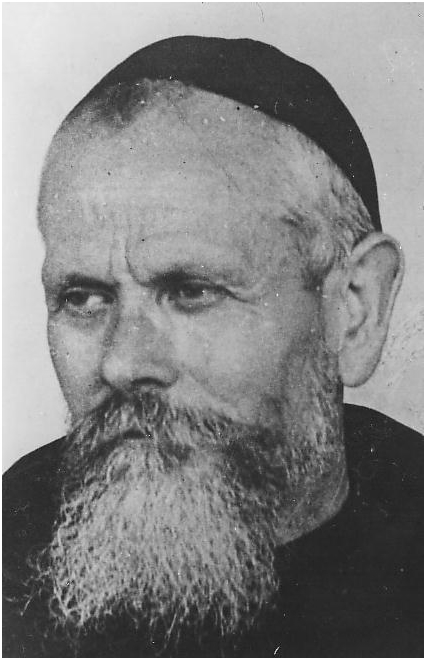
Eloi de Bianya

Eloi de Bianya war der Ordensname des katalanischen Kapuziners Joan Ayats Plantalech (* 4. Juni 1875 in Sant Salvador de Bianya; † 28. Juli 1936 in Barcelona). Er wurde während der Religionsverfolgung im spanischen Bürgerkrieg ermordet. Am 21. November 2015 wurde er zusammen mit anderen Kapuzinern, die während der Religionsverfolgung von 1936 ermordet wurden, in der Kathedrale von Barcelona seliggesprochen.

## Leben
Er war Bauarbeiter in seinem Dorf. Am 22. Juni 1900 wurde er Kapuziner. Er war Pförtner des Kapuzinerklosters von Sarrià. Als die Ordensbrüder im Juli 1936 weggegangen waren, versuchte er, mit seinem Neffen und einem anderen Ordensbruder zu fliehen. Er wurde ermordet, nachdem er zugab Ordensbruder zu sein. Er wurde am Nordbahnhof von Barcelona mit dem Schlosskaplan Cebrià de Terrassa und den Studenten Miquel de Bianya und Jordi de Santa Pau ermordet.

## Verehrung
Schon während seines Lebens stand er im Ruf der Heiligkeit.
Die sterblichen Überreste von ihm und neun Mitbrüdern wurden in einem Schrein unter dem Altar einer Kapelle in der Kapuzinerkirche von Sarrià geborgen.